# Indywidualne Mistrzostwa Szwecji na Żużlu 1973
Indywidualne Mistrzostwa Szwecji na Żużlu 1973 – cykl turniejów żużlowych, mających wyłonić najlepszych żużlowców szwedzkich. Tytuł wywalczył Tommy Johansson (Dackarna Målilla).

## Finał
- Göteborg, 21 września 1973

| Msc. | Zawodnik           | Klub                 | Pkt |  |  |
| ---- | ------------------ | -------------------- | --- |  |  |
| 1    | Tommy Johansson    | Dackarna Målilla     | 14  |  |  |
| 2    | Bo Wirebrand       | Njudungarna Vetlanda | 13  |  |  |
| 3    | Tommy Jansson      | Smederna Eskilstuna  | 11  |  |  |
| 4    | Leif Enecrona      | Getingarna Sztokholm | 10  |  |  |
| 5    | Göte Nordin        | Smederna Eskilstuna  | 10  |  |  |
| 6    | Berndt Johansson   | Bysarna Visby        | 9   |  |  |
| 7    | Stefan Salmonsson  | Smederna Eskilstuna  | 7   |  |  |
| 8    | Bernt Persson      | Indianerna Kumla     | 6   |  |  |
| 9    | Anders Michanek    | Getingarna Sztokholm | 6   |  |  |
| 10   | Lars Jansson       | Valsarna Hagfors     | 6   |  |  |
| 11   | Karl Erik Claesson | Örnarna Mariestad    | 6   |  |  |
| 12   | Tomas Pettersson   | Vargarna Norrköping  | 5   |  |  |
| 13   | Willy Karlsson     | Njudungarna Vetlanda | 5   |  |  |
| 14   | Sven Nilsson       | Bysarna Visby        | 4   |  |  |
| 15   | Ragnar Holm        | Filbyterna Linköping | 1   |  |  |
| 16   | Bo Josefsson       | Lejonen Gislaved     | 0   |  |  |
|      | rez. Lars Larsson  | Piraterna Motala     | 4   |  |  |
|      | rez. Leif Mellberg | Vikingarna Örebro    | 3   |  |  |